# 中ノ町 (名古屋市)
中ノ町（なかのちょう）は、愛知県名古屋市中区の地名。

## 歴史

### 沿革
- 1871年（明治4年） - 愛知郡中ノ町が成立[3]。
- 1878年（明治11年）12月20日 - 名古屋区編入により、同区中ノ町となる[3]。
- 1889年（明治22年）10月1日 - 名古屋市成立により、同市中ノ町となる[3]。
- 1908年（明治41年）4月1日 - 中区・西区にそれぞれ編入される[3]。
- 1944年（昭和19年）2月11日 - 栄区編入により、同区中ノ町に統合される[3]。
- 1945年（昭和20年）11月3日 - 栄区廃止により、中区中ノ町となる[3]。
- 1966年（昭和41年）3月30日 - 中区栄一丁目・錦一丁目にそれぞれ編入され消滅[4]。